# Praça Sukhbaatar

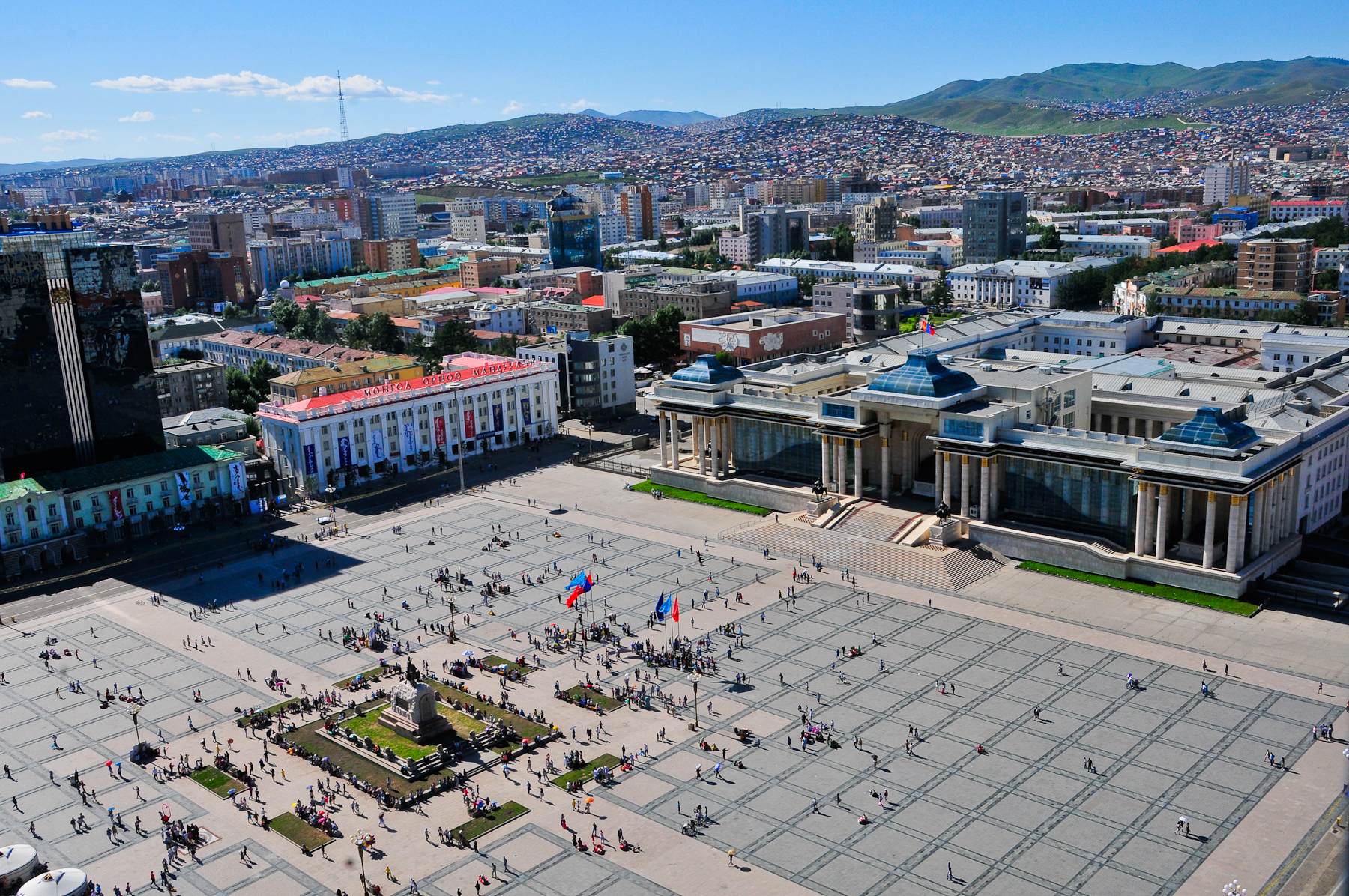
Praça Sukhbaatar em Ulaanbaatar, Mongólia.

A Praça Sukhbaatar (em mongol: Сүхбаатарын талбай; Sükhbaatariin Talbai) é a praça central da capital da Mongólia, Ulaanbaatar. A praça foi nomeada em homenagem ao herói revolucionário da Mongólia, Damdin Sükhbaatar, após sua morte em 1923. O nome da praça foi alterado para Praça Chinggis (em mongol: Чингисийн талбай; Chinggisiin Talbai) em 2013 em homenagem a Genghis Khan, considerado o pai fundador da Mongólia, mas o nome original foi restaurado em 2016. O centro da praça tem uma estátua de Damdin Sükhbaatar montado a cavalo, enquanto um grande monumento de colunata dedicado a Genghis Khan, bem como a Ögedei Khan e Kublai Khan, domina a face norte da praça diretamente em frente ao Palácio do Governo.
A praça é palco de grandes cerimônias do governo, como o desfile em homenagem ao Dia da Bandeira e ao Dia dos Soldados de Manutenção da Paz das Nações Unidas. Na praça também acontecem festividades, eventos culturais, concertos e exposições. Os chefes de estado visitantes geralmente prestam homenagens em frente à estátua de Sükhbaatar.

## Galeria

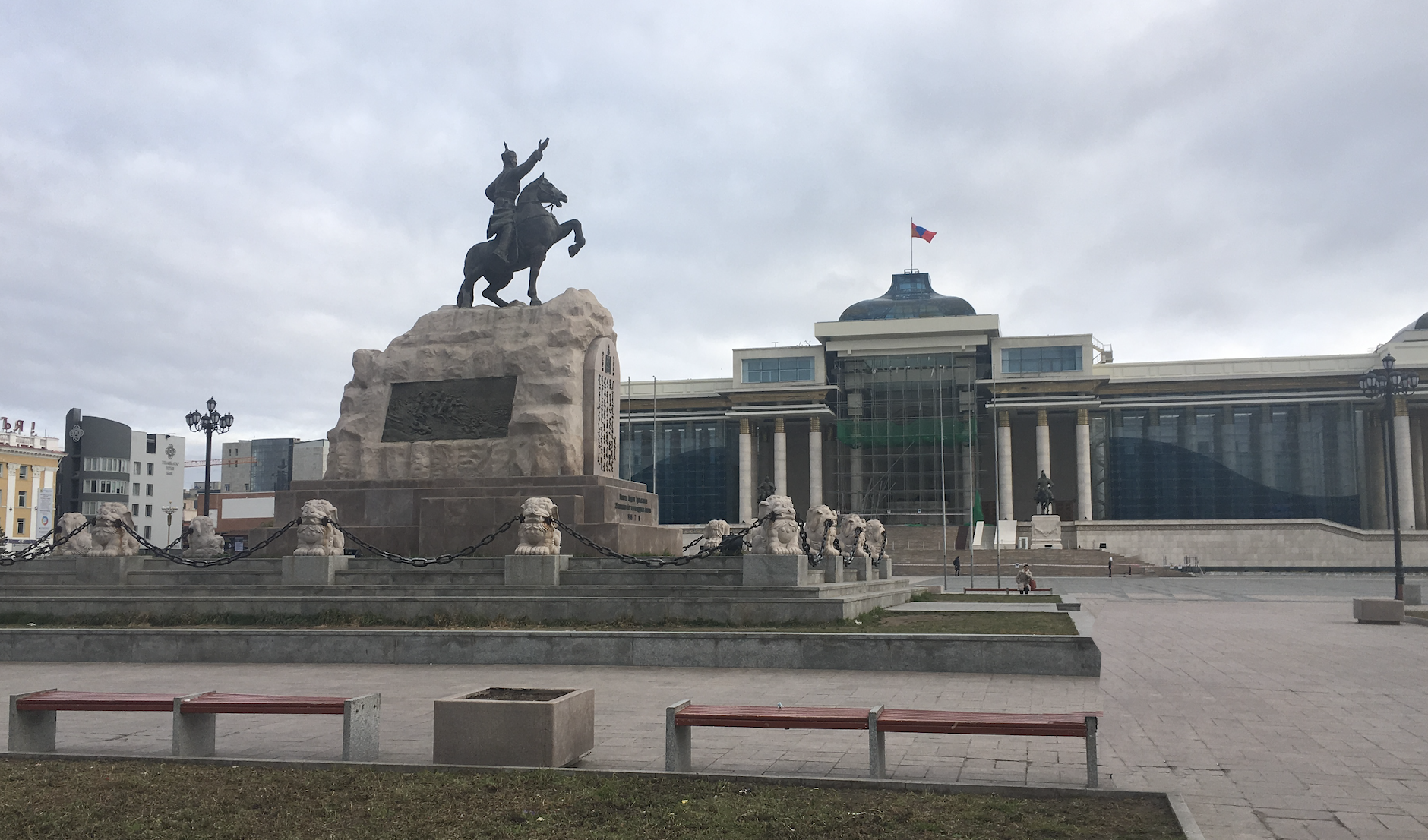
Estátua de Damdin Sükhbaatar com o Palácio do Governo ao fundo.
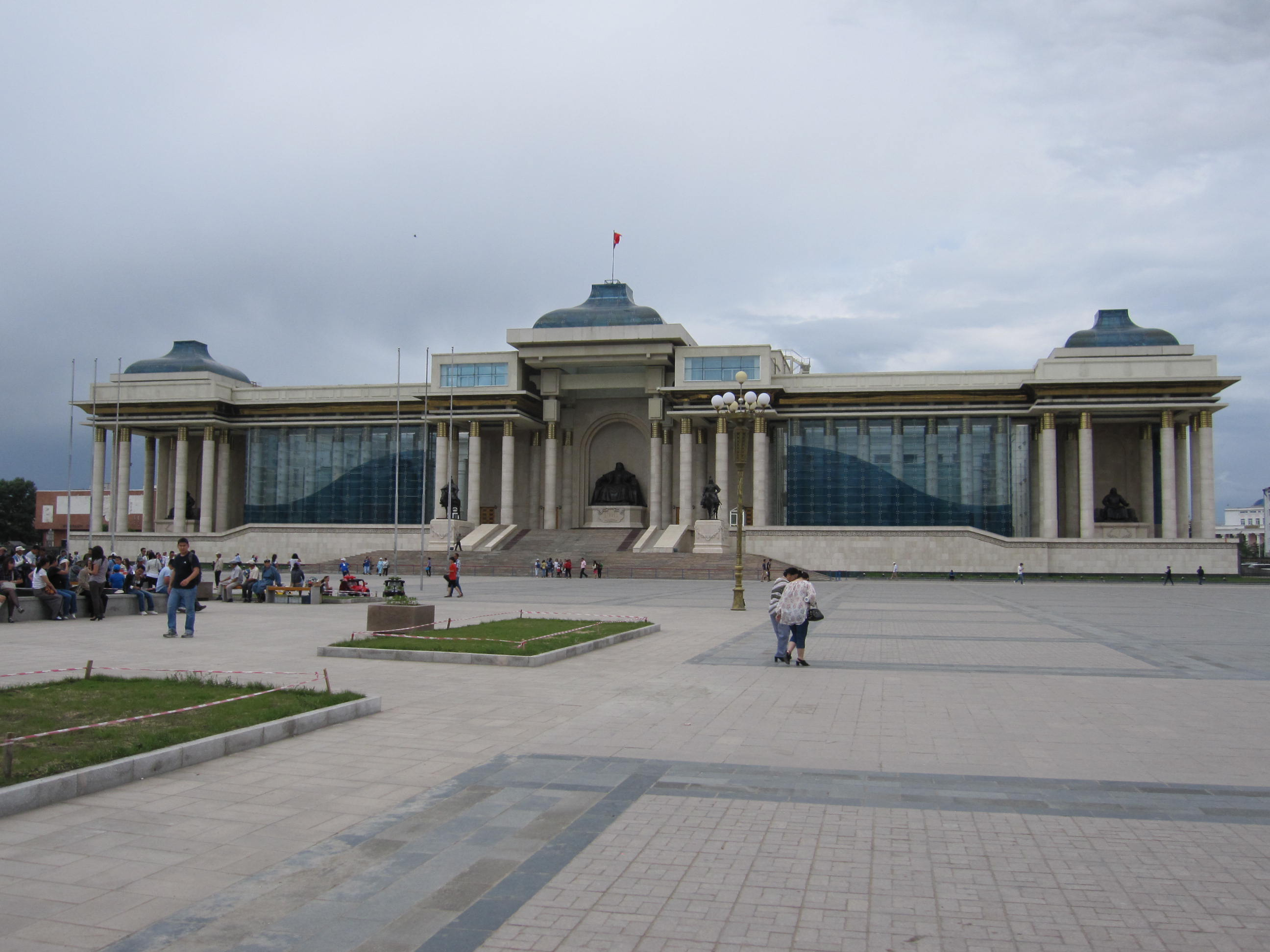
Palácio do Governo em frente à Praça Sükhbaatar depois da reforma de 2005.
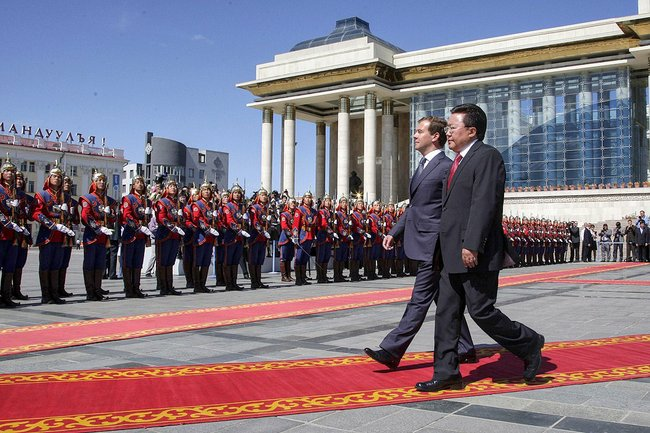
Dmitry Medvedev, o então presidente da Rússia, na Praça Sükhbaatar em agosto de 2009.